# Tempe Butte

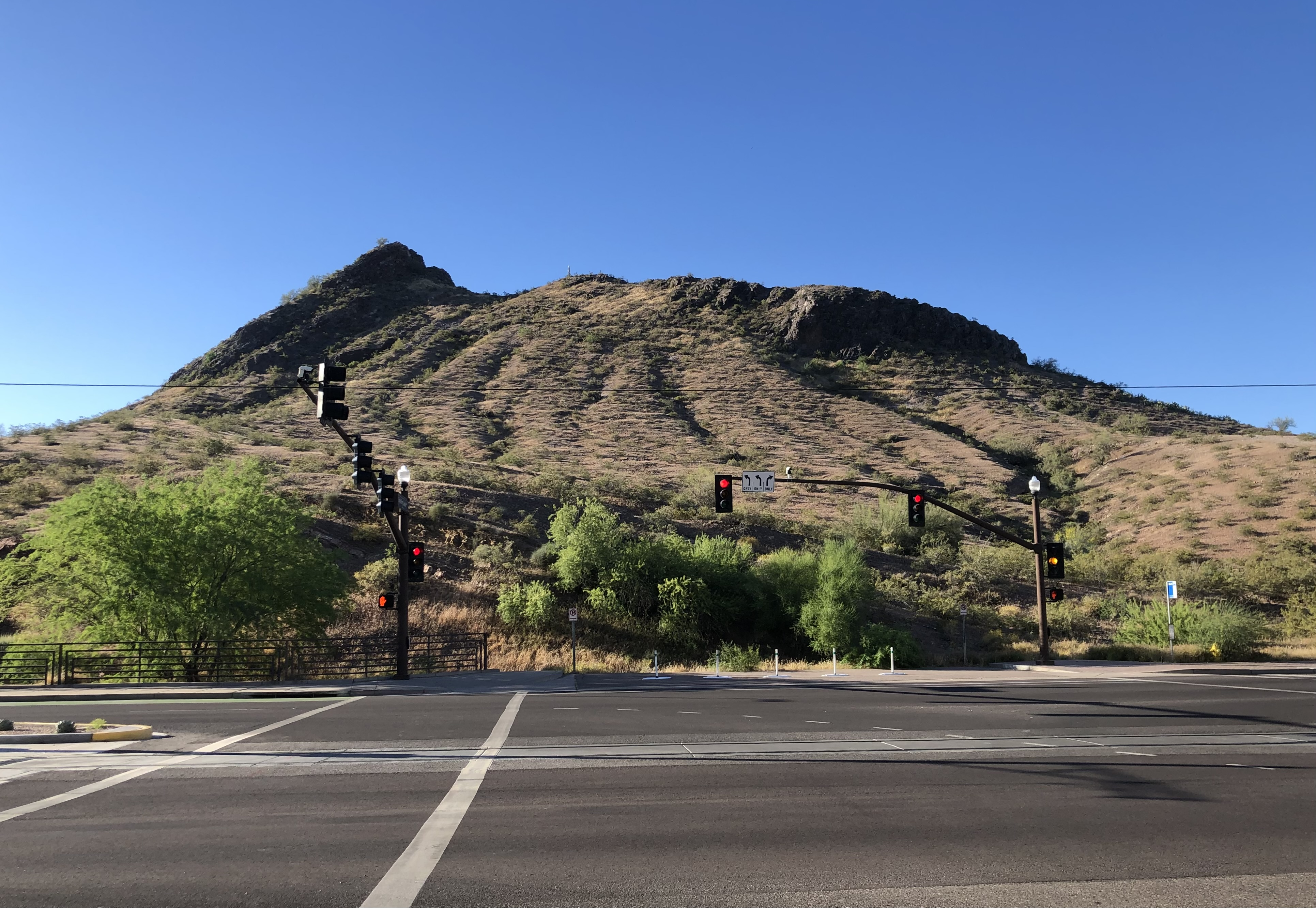
Tempe Butte, Blick von Norden, 2023

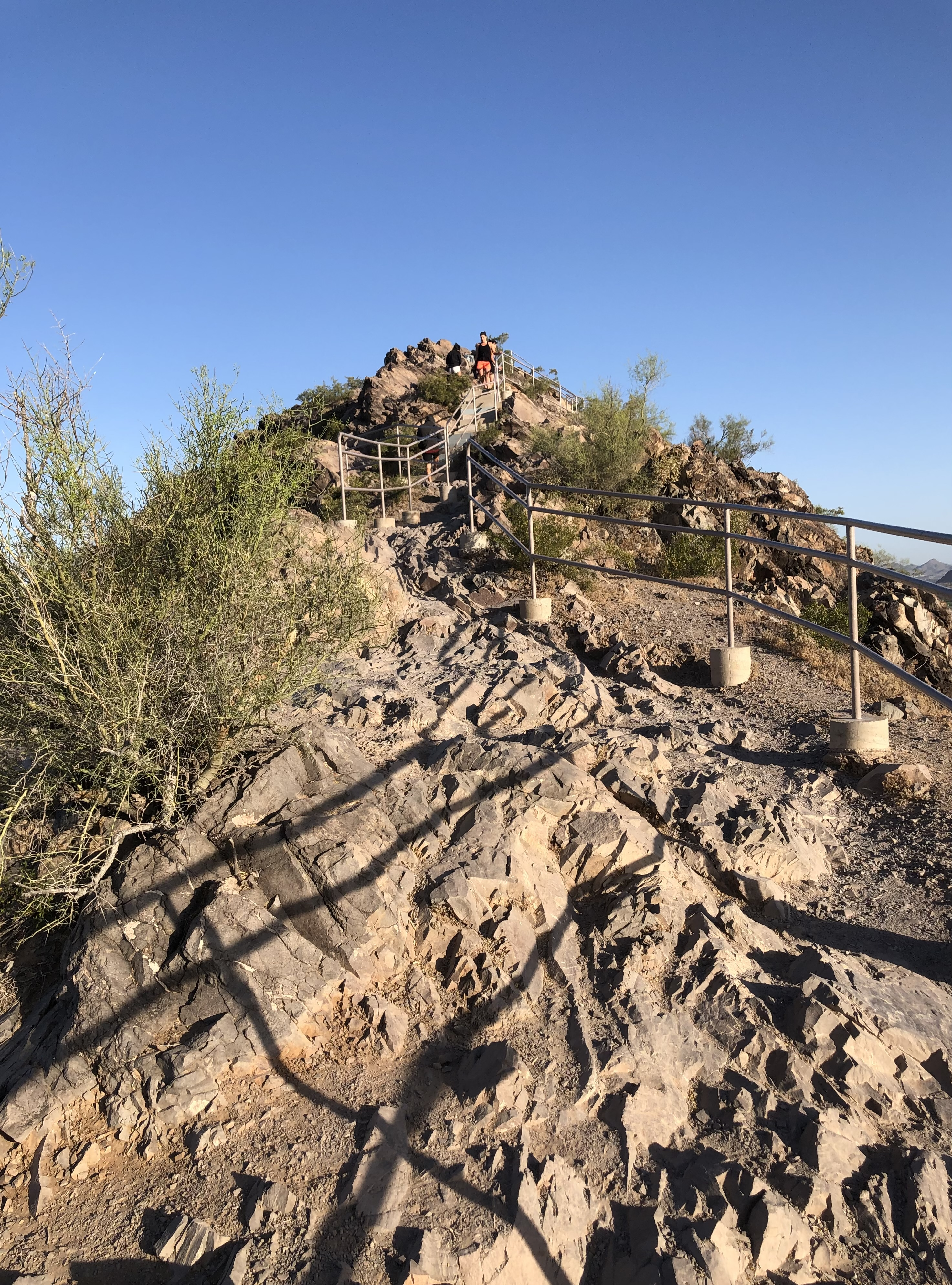
Weg zum Gipfel

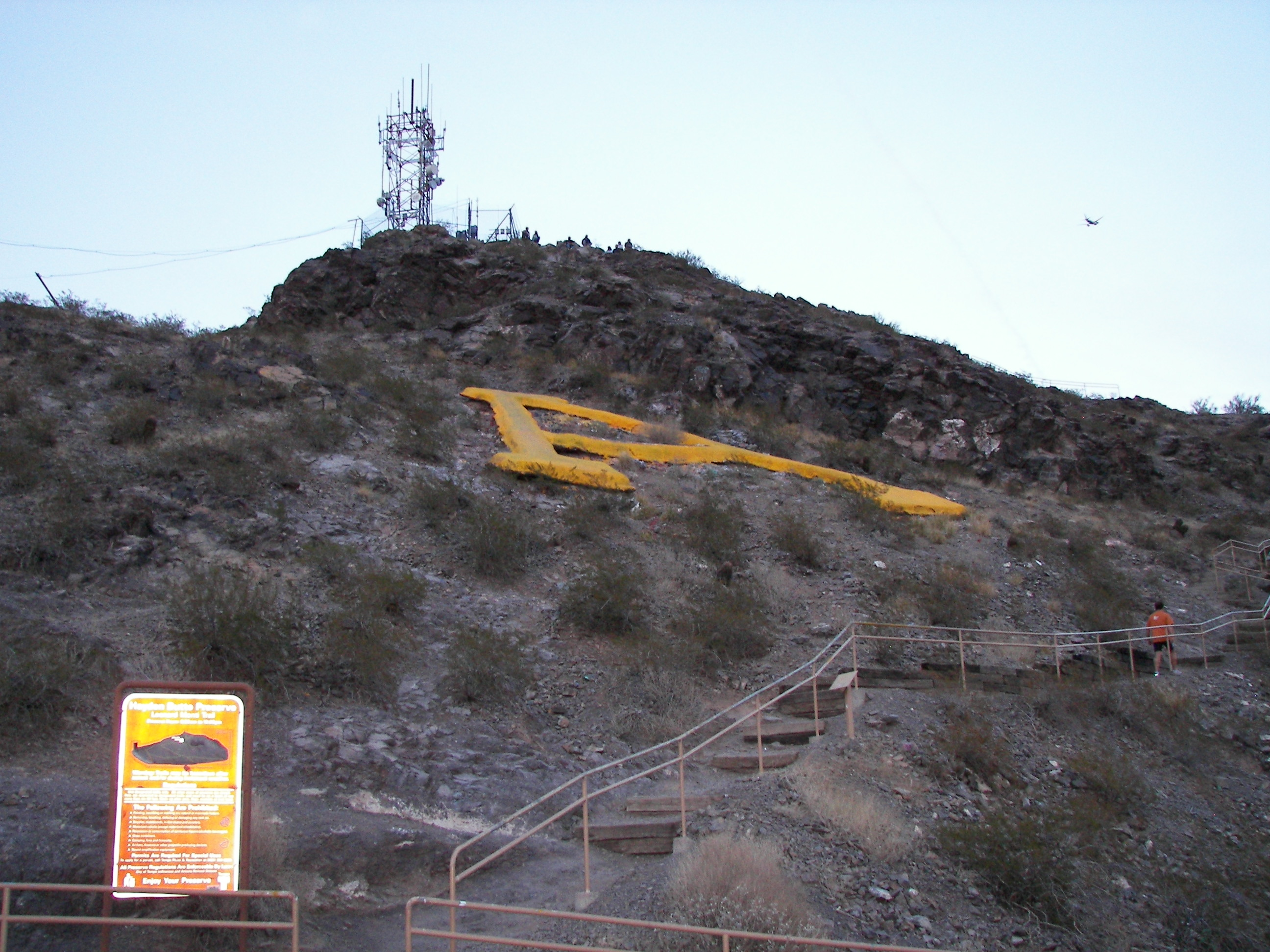
Das A auf dem Berg. Im Hintergrund noch der 2019 entfernte Funkturm

Der Tempe Butte, auch Hayden Butte oder A-Mountain (deutsch A-Berg) ist ein Berg bei Tempe in Arizona.

## Geographie
Der Berg erhebt sich nördlich der Innenstadt von Tempe, südlich des zum Tempe Town Lake aufgestauten Salt River. Er erreicht eine Höhe von 456,7 Metern, wobei die Umgebung etwa 350 Meter hoch ist, so dass sich der Tempe Butte etwa 107 Meter über seine Umgebung erhebt. Südöstlich schließt sich unmittelbar an den Berg das Sun Devil Stadium an. Bei Übertragungen aus dem Stadion ist der Tempe Butte häufig im Hintergrund zu erkennen. Von Süden führt der nach dem örtlichen Unternehmer Leonard Monti benannte Wanderweg Leonard Monti Trail auf den Gipfel.
Der Tempe Butte ist vulkanischen Ursprungs und besteht aus Andesit.

## Name
Der von Einheimischen umgangssprachlich genutzte Name A-Mountain geht auf ein großes A zurück, das 1965 auf der Südseite unterhalb des Gipfels von der Arizona State University angebracht wurde. Die Stadt Tempe verwendet den Namen Hayden Butte, der 1961 vom Stadtrat von Tempe beschlossen wurde. Damit wurden der frühe Siedler Charles T. Hayden (1825–1900) und sein Sohn, der US-Senator Carl Hayden (1877–1972), geehrt. Die United States Geological Survey verwendet jedoch weiterhin den Namen Tempe Butte.

## Geschichte

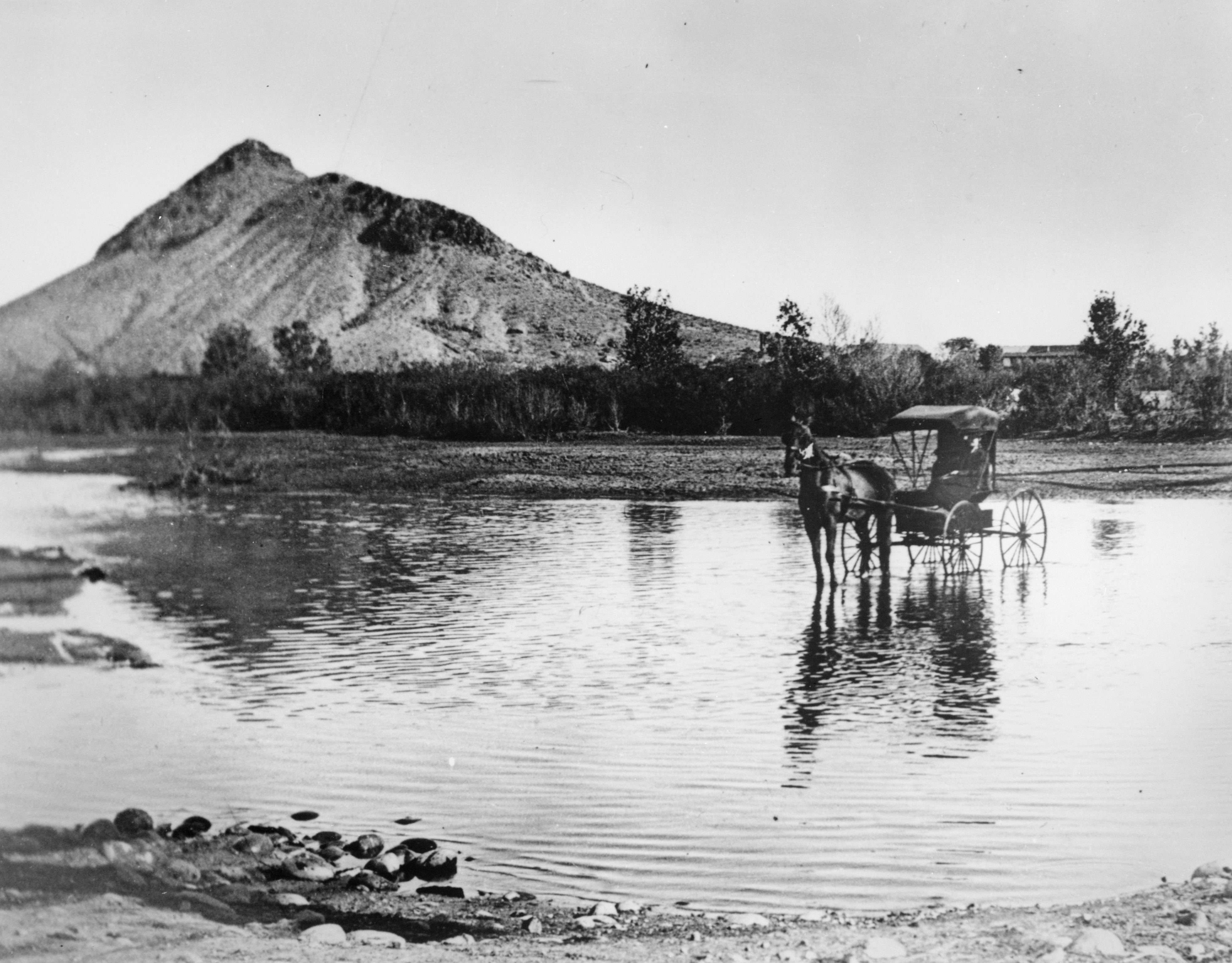
Tempe Butte von Nordwesten, etwa in den 1870er/1880er

Am Berg finden sich Spuren einer prähistorischen Besiedlung durch Menschen der Hohokam-Kultur, so unter anderem Petroglyphen und Scherbenfunde. Die moderne Besiedlung des Bereichs erfolgte ab den 1870er Jahren, als westlich des Tempe Butte mit Hayden´s Ferry eine Fähre über den Salt River angelegt wurde. 1898 errichteten Bürger auf dem Berg einen großen Fahnenmast, an dem anlässlich des Eintritts in den Spanisch-Amerikanischen Krieg, die US-amerikanische Flagge gehisst wurde. Etwa 1902 wurden am Tempe Butte Steine für das Fundament der St Mary’s Church gewonnen.
In die Ostflanke des Bergs wurde 1958 das Sun Devil Stadion eingefügt. Weitere Veränderungen in jüngerer Zeit waren der Bau zweier Wassertanks auf der Südflanke und der 1962 erfolgte Bau eines 15 Meter hohen Funkturms auf dem Gipfel im Zuge des Salt River Projects. Im Mai 2019 wurde der Turm und alle zugehörigen Einrichtungen zurückgebaut.
Ein erster auf dem Berg angebrachter Buchstabe war ein N, das von der Klasse der Tempe Normal School von 1918, stammte. Durch eine Änderung des Schulnamens im Jahr 1925 in Tempe State Teachers College, wurde auch der Buchstabe von N in T geändert. Schon drei Jahre danach wurde der Name erneut, diesmal in Arizona State Teacher´s College geändert. 1938 wurde dann erstmalig ein A aus losen Steinen auf dem Berg gebildet. Mit Dynamit wurde durch Vandalismus 1952 das A völlig zerstört. 1955 wurde ein neues A aus Stahl und Beton geschaffen. Das A ist häufig Angriffsziel rivalisierender Universitäten und Fans derer Sportmannschaften, die es in anderen Farben streichen, was die Studierenden in Tempe zu verhindern suchen.